# Muxe

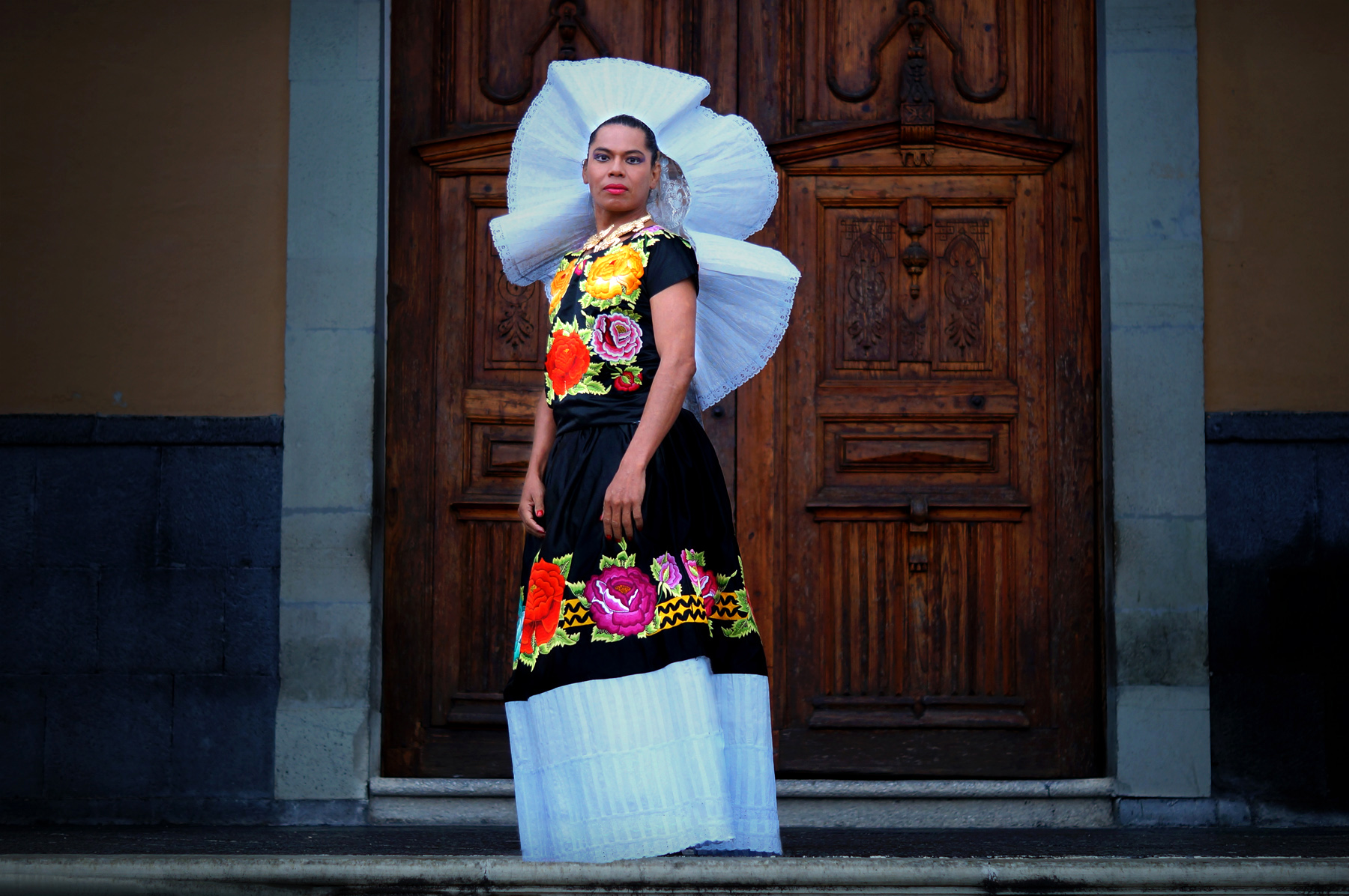
Muxe-Performancekünstler Lukas Avendaño (2017)

Eine Muxe oder Muxhe (Aussprache [muʃeʔ], Mehrzahl Muxes; vermutlich von spanisch mujer „Frau“) ist eine Person dritten Geschlechts (jenseits von männlich/weiblich) bei den Zapoteken im südmexikanischen Bundesstaat Oaxaca, vor allem in der Stadt Juchitán de Zaragoza. Muxes identifizieren sich nicht mit dem ihnen bei Geburt zugewiesenen biologischen Geschlecht und können sich – oft ab jungen Jahren – dem anderen Geschlecht entsprechend kleiden und verhalten. Muxes wurden als Jungen geboren und geben sich als Frau und nehmen weibliche Geschlechterrollen ein. Ein Marimacha ist eine Person, die als Mädchen geboren wurde und sich mehr wie ein Mann gibt und verhält. Ein Muxa ist eine Person, die sich als Frau fühlt, aber keine Frauenkleider trägt.
Die Zwischengeschlechtlichkeit der Muxes und Marimachas wird in der Ethnologie (Völkerforschung) verstanden als eigenes Gender („soziales Geschlecht“), das auf einer jahrhundertelangen Tradition bei der indigenen Volksgruppe der Zapoteken beruht und gesellschaftlich anerkannt ist. Die Region Oaxaca ist aber auch streng katholisch geprägt, womit eine strikte Ablehnung von Homosexualität einhergeht. Sexuelle Beziehungen von Muxes oder Marimachas mit Männern oder Frauen werden ungerne gesehen und nur unter eingeschränkten Bedingungen hingenommen. Es gibt Fälle, in denen sie Ziele von homophoben Angriffen werden. Während in Mexiko-Stadt die gleichgeschlechtliche Ehe erlaubt ist, ist sie im Bundesstaat Oaxaca verboten. Untereinander gehen Muxes keine sexuellen Beziehungen ein, stattdessen pflegen sie Liebesbeziehungen mit verheirateten Männern. Einige der Muxes und Marimachas entscheiden sich im weiteren Leben für die Geschlechterrolle, die ihrem bei der Geburt zugewiesenen Geschlecht entspricht, und gründen Familien.
Neben Frauenkleidern haben viele Muxes vor allem Interesse an der Arbeit und den Tätigkeiten, die Frauen traditionellerweise bei den Zapoteken ausüben. Während Männer zumeist in Industriebetrieben oder als Fischer arbeiten, sind Frauen tätig als Handwerkerinnen und Händlerinnen. Oft erwirtschaften sie den Hauptteil des Familieneinkommens und sichern die Familie ab. In den Arbeitsbereichen der Frauen werden Muxes geschätzt, sie gelten als besonders fleißig und hilfsbereit. Viele Muxes wollen bei ihrer Mutter leben, sich um sie kümmern und sie im Alter pflegen. Marimachas können in Männerberufen Karriere machen, ohne diskriminiert zu werden.

## Dokumentationen
- The Guardian: Muxes – Mexico’s third gender auf YouTube, 27. Oktober 2017 (12:40 Minuten; spanisch, mit englischen Untertiteln; Shaul Schwarz reconnects with the characters and culture he photographed extensively from 2002–2006).
- Ivan Olita: Define Gender – Muxes auf 99.media, April 2017 (9:22 Minuten; spanisch, mit englischen Untertiteln).